# Уеслиански колеж
Уеслианският колеж (на английски: Wesleyan College), съкращавано като Уеслиан, е частен (предимно женски) колеж в гр. Мейкън, щата Джорджия, Съединените американски щати.

## История
Колежът е основан на 23 декември 1836 г. като Женски колеж на щата Джорджия и отваря врати на 7 януари 1839 г. Той е най-старият и първият колеж, който още от началото е основан с цел да бъде женски колеж. Училището е преименувано на Женски уеслиански колеж през 1843 г. и по-късно името е съкратено до съвременната си версия Уеслиански колеж през 1917 г.
Уеслиан има най-старата асоциация за завършили възпитаници, стартирана през 1859 г. Студентите от 4-ти курс се посвещават в асоциацията по време на уикенда за завършили възпитаници със специална церемония, която включва тържествено палене на свещи. Уеслиан е също уникален с това, че използва така наречената „класова“ система, където всеки випуск попада в някой от 4-те класа въз основа на завършилия преди това випуск. Първокурсниците са разпределени в някой от следните класове: Зелени рицари, Виолетови рицари, Пирати и Златни сърца. Випуските също са групирани 2 по 2 в така наречените сестрински класове: Пиратите със Златните сърца и Зелените с Виолетовите рицари. Например класът, завършил през 2010 г., е от Виолетовите рицари.

## Кампус и студенти
Колежът има около 700 студента. Съотношението на студенти-професори е 8:1, а средният размер на клас е от около 20 студента. Студенти от над 20 щата и повече от 20 страни от цял свят посещават университета всяка година. Уеслиан предлага 35 специалности, 29 подспециалности и предпрофесионални програми за студентите си. Колежът е свързан с Обединената методистка църква, но определено не трябва да се разглежда като религиозно заведение. Уеслиан е определен от „Принстън Ривю“ сред 361 най-добри колежи в Щатите през 2007, 2008 и 2009 г.
Кампусът е разположен на обширните 200 акра (800 000 m²) със сгради, координирани в типичен стил за южните щати. Кампусът също така разполага с езеро във формата на сърце, база за коне и фитнес център. Академичните сгради са 5 – Tate Hall, Taylor Hall, Murphey Art Building, Porter Fine Arts Building и новата Munroe Science Center, която отваря врати през 2007 г. Колежът разполага с 5 общежития за студенти: Banks и Wortham Hall са само за първокурсници, докато Persons, Jones and Hightower Halls приютяват студенти от по-горни курсове, Corn North and South Apartments са само за 3- и 4-курсници.
Колежът е домакин на редица събития всяка година. „Летен Мейкън“, музикална и арт програма за деца и подрастващи се органиизира в университета ежегодно. Също така Уеслиан приветства някои от тържествата на Фестивала на черешовите цветчета всяка пролет, сред които е и пускането на балони с топъл въздух. Porter Auditorium някога е бил домът на симфоничния оркестър на града и все още там се провеждат редица музикални и театрални събития и състезания. Уеслиан е важен за местното общество с това, че провежда тържества по награждаване за редица обществени училища от гр. Мейкън.
Цветовете на колежа са тъмно виолетово и цвят лавандула.
През 2009 г. „Форбс“ нарежда „Уеслиан“ на 15-о място сред университети, които са най-добра инвестиция за платеното образование.